# مایدان، شهرستان خاینووکا
مایدان (به لهستانی: Majdan) یک زیستگاه انسانی در منطقه اداری گمینا خاینووکا واقع در شهرستان خاینووکا استان پودلاسکی در شمال شرقی کشور لهستان و نزدیکی مرز بلاروس است. این منطقه در ۱۳ کیلومتری جنوب خاینووکا و ۶۳ کیلومتری جنوب شرقی شهر مرکزی استان به نام بیاویستوک قرار دارد.